# 中国驻柬埔寨大使列表
本列表为中華民國和中華人民共和國驻柬埔寨历任大使名录。

## 历任中国驻柬埔寨大使

### 附：中华民国驻金边领事（1947年－1958年）
1947年9月3日，中华民国在法属印度支那的柬埔寨金边设立领事馆。1953年，柬埔寨独立，中华民国与之继续保持领事关系。1958年7月19日，中华人民共和国与柬埔寨建立大使级外交关系；10月，柬埔寨要求關閉領事館，結束與中華民國的領事关系。
| 姓名 | 任命           | 到任 | 免职 | 离任           | 外交衔级 | 外交职务 | 备注               | 备注 |
| ---- | -------------- | ---- | ---- | -------------- | -------- | -------- | ------------------ | ---- |
| 许鼐 | 1947年9月      |      |      | 1951年10月27日 |          | 副领事   | 代理领事，升任领事 |      |
| 许鼐 | 1951年10月27日 |      |      | 1958年10月     |          | 领事     |                    |      |

### 附：中华人民共和国驻柬埔寨王国经济代表团团长（1956年－1958年）
1956年，两国互设经济代表团。1958年正式建交后，外交职能移交大使馆，代表团不久并入大使馆。
| 姓名   | 任命 | 到任          | 递交委任书 | 免职 | 离任      | 外交职务 | 备注 | 备注 |
| ------ | ---- | ------------- | ---------- | ---- | --------- | -------- | ---- | ---- |
| 叶景灏 |      | 1956年9月21日 |            |      | 1958年9月 | 团长     |      |      |

### 中华人民共和国驻柬埔寨大使（1958年－1991年）
1958年7月19日，中国与柬埔寨建交。
1970年3月，朗诺推翻柬埔寨王国，成立高棉共和国，與中華人民共和國斷交。中華人民共和國則是轉而承認西哈努克亲王在北京成立的柬埔寨王国民族团结政府，亦不承認高棉共和國的合法性。1975年，波尔布特领导柬埔寨共产党推翻高棉共和国，改组王国民族团结政府为民主柬埔寨。1979年，越南扶持成立柬埔寨人民共和国，民主柬埔寨雖撤往山区，仍持續獲得中國在內的國際廣泛承認。1982年，民主柬埔寨政府改组为民主柬埔寨联合政府。1990年2月，民主柬埔寨改国号为柬埔寨，民主柬埔寨联合政府改为柬埔寨民族政府。
| 姓名   | 任命           | 任命          | 到任          | 递交国书      | 免职           | 免职          | 离任          | 外交衔级 | 外交职务     | 备注                                |
| 姓名   | 全国人大常委会 | 主席          | 到任          | 递交国书      | 全国人大常委会 | 主席          | 离任          | 外交衔级 | 外交职务     | 备注                                |
| ------ | -------------- | ------------- | ------------- | ------------- | -------------- | ------------- | ------------- | -------- | ------------ | ----------------------------------- |
| 王幼平 | 1958年9月4日   | 1958年8月23日 | 1958年9月     | 1958年9月25日 | 1961年3月22日  | 1962年2月3日  | 1962年2月9日  | 大使     | 特命全权大使 |                                     |
| 陈叔亮 | 1961年3月22日  | 1962年2月3日  | 1962年3月29日 | 1962年4月10日 | 不適用         | 不適用        | 1967年1月     | 大使     | 特命全权大使 |                                     |
| 郑斯雄 | 不適用         | 不適用        | 1967年        | 不適用        | 不適用         | 不適用        | 1969年        | 参赞     | 临时代办     |                                     |
| 康矛召 | 不適用         | 不適用        | 1969年6月7日  | 1969年6月18日 | 不適用         | 不適用        | 1974年8月29日 | 大使     | 特命全权大使 | 1970年5月回国履职                   |
| 孙浩   | 不適用         | 不適用        | 1974年8月30日 | 1976年5月10日 | 1982年3月8日   | 不適用        | 1982年3月     | 大使     | 特命全权大使 | 1975年9月赴柬任职，1979年再回国任职 |
| 沈平   |                | 不適用        | 1983年4月     | 1983年4月30日 | 1985年3月21日  | 1985年8月21日 | 1985年8月     | 大使     | 特命全权大使 | 驻泰国兼                            |
| 张德维 | 1985年3月21日  | 1985年8月21日 | 1985年8月     | 1985年8月28日 | 1988年12月29日 | 1989年3月19日 | 1989年3月     | 大使     | 特命全权大使 | 驻泰国兼                            |
| 李世淳 | 1988年12月29日 | 1989年3月19日 | 1989年3月     | 1989年5月8日  |                |               | 1991年10月    | 大使     | 特命全权大使 | 驻泰国兼                            |

### 附：中华民国驻高棉共和国代表团团长（1970年－1975年）
1970年3月，朗诺推翻柬埔寨王国，成立高棉共和国，与中华民国政府达成互设代表团的协议，同時與中華人民共和國斷交。同年6月，中华民国驻高棉共和国代表团成立。1975年，高棉共和国被推翻，中华民国关闭驻高棉共和国代表团。
| 姓名   | 任命           | 到任          | 递交委任书 | 免职           | 离任         | 外交衔级 | 外交职务 | 备注 | 备注 |
| ------ | -------------- | ------------- | ---------- | -------------- | ------------ | -------- | -------- | ---- | ---- |
| 董宗山 | 1970年7月11日  | 1970年7月24日 |            | 1974年12月13日 |              | 大使     | 团长     |      |      |
| 孔令晟 | 1974年12月13日 | 1975年1月18日 |            | 1975年5月2日   | 1975年4月2日 | 大使     | 团长     |      |      |

### 中华人民共和国驻柬埔寨全国最高委员会代表（1991年－1993年）
1990年9月，柬埔寨各方达成妥协，成立柬埔寨全国最高委员会。1991年10月，中国政府设立驻柬埔寨全国最高委员会代表处。1993年6月，柬埔寨成立临时民族政府。8月30日，代表处升格为大使馆。
| 姓名   | 任命       | 到任          | 递交委任书     | 免职          | 离任         | 外交衔级 | 外交职务 | 备注 | 备注 |
| ------ | ---------- | ------------- | -------------- | ------------- | ------------ | -------- | -------- | ---- | ---- |
| 傅学章 | 1991年10月 | 1991年12月7日 | 1991年12月12日 | 1993年8月23日 | 1993年9月3日 | 大使     | 代表     |      |      |

### 中华人民共和国驻柬埔寨大使（1993年至今）
1993年8月30日，中国驻柬埔寨全国最高委员会代表处升格为驻柬埔寨大使馆，中国开始重新派遣驻柬埔寨大使。
| 姓名   | 任命           | 任命          | 到任           | 递交国书       | 免职           | 免职          | 离任          | 外交衔级 | 外交职务     | 备注                     |
| 姓名   | 全国人大常委会 | 主席          | 到任           | 递交国书       | 全国人大常委会 | 主席          | 离任          | 外交衔级 | 外交职务     | 备注                     |
| ------ | -------------- | ------------- | -------------- | -------------- | -------------- | ------------- | ------------- | -------- | ------------ | ------------------------ |
| 杨耀宗 | 不適用         | 不適用        | 1993年9月      | 1993年9月4日   | 不適用         | 不適用        | 1997年9月23日 |          | 临时代办     | 原代表处副代表，筹备复馆 |
| 谢月娥 | 1993年9月2日   | 1993年9月16日 | 1993年9月23日  | 1993年9月23日  | 1996年12月30日 | 1997年4月30日 | 1997年3月25日 | 大使     | 特命全权大使 |                          |
| 晏廷爱 | 1996年12月30日 | 1997年4月30日 | 1997年5月      | 1997年5月29日  | 2000年4月29日  | 2000年8月25日 | 2000年4月     | 大使     | 特命全权大使 |                          |
| 宁赋魁 | 2000年4月29日  | 2000年8月25日 | 2000年4月      | 2000年8月28日  | 2003年10月28日 | 2004年1月29日 | 2003年11月    | 大使     | 特命全权大使 |                          |
| 胡乾文 | 2003年10月28日 | 2004年1月29日 | 2004年1月      | 2004年1月10日  | 2005年7月1日   | 2006年1月23日 | 2005年12月    | 大使     | 特命全权大使 |                          |
| 张金凤 | 2005年7月1日   | 2006年1月23日 | 2006年1月      | 2006年1月19日  | 2009年12月26日 | 2010年4月13日 | 2010年3月     | 大使     | 特命全权大使 |                          |
| 潘广学 | 2009年12月26日 | 2010年4月13日 | 2010年3月11日  | 2010年3月15日  | 2013年2月27日  | 2013年7月31日 | 2013年6月26日 | 大使     | 特命全权大使 |                          |
| 布建国 | 2013年2月27日  | 2013年7月31日 | 2013年7月16日  | 2013年7月19日  | 2016年7月2日   | 2016年10月8日 | 2016年8月     | 大使     | 特命全权大使 |                          |
| 熊波   | 2016年7月2日   | 2016年10月8日 | 2016年9月16日  | 2016年9月20日  | 2018年8月31日  | 2018年12月7日 | 2018年9月     | 大使     | 特命全权大使 |                          |
| 王文天 | 2018年8月31日  | 2018年12月7日 | 2018年11月30日 | 2018年12月13日 |                | 2024年7月5日  | 2024年6月     | 大使     | 特命全权大使 |                          |
| 汪文斌 |                | 2024年7月5日  | 2024年7月5日   | 2024年7月17日  | 现任           |               |               | 大使     | 特命全权大使 |                          |

### 附：中華民國駐柬埔寨代表（1995年－1997年）
1995年1月3日，設立駐金邊臺北經濟文化辦事處。1997年7月28日關閉。
| 姓名   | 任命          | 到任          | 免职 | 离任          | 外交衔级 | 外交职务 | 备注 | 备注 |
| ------ | ------------- | ------------- | ---- | ------------- | -------- | -------- | ---- | ---- |
| 朱浙川 | 1995年1月27日 | 1995年6月26日 |      | 1997年7月27日 | 代表     | 副代表   |      |      |

## 外部連結
- 中华人民共和国驻柬埔寨王国大使馆（简体中文）（英文）